# Jan Ernst Heeres
Jan Ernst Heeres (Zuidhorn, 30 mei 1858 - 's-Gravenhage, 16 februari 1932) was een Nederlands archivaris en politicus. Hij deed archiefonderzoek over de geschiedenis van Nederlands-Indië, zat voor de Liberale Unie in de Tweede Kamer, en was later oprichter en politiek leider van de Democratische Partij.
Heeres studeerde in Groningen, aanvankelijk theologie en letteren, maar verving al snel de theologie door rechten. Hij promoveerde op een proefschrift getiteld De wijzigingen in den regeeringsvorm van Stad en Lande in de jaren 1748 en 1749. Hij trad in dienst van het Rijksarchief, en klom al snel op tot adjunct-rijksarchivaris. Hij hield zich bezig met de ordening van de uitgebreide verzameling Oost-Indische archieven. Ook deed hij vanuit de archieven historisch onderzoek, zich vooral bezighoudend met de geschiedenis van de VOC. In 1897 werd hij hoogleraar koloniale geschiedenis aan de Indische Instelling in Delft, en nadat deze organisatie was opgeheven in 1902 hoogleraar voor de geschiedenis van Nederlands-Indië aan de Rijksuniversiteit Leiden.
Hoewel hij nu hoogleraar was, verminderde zijn aandacht voor het wetenschappelijk werk. Hij schreef minder artikelen, en ze waren routineuzer van aard. In plaats daarvan werd hij actief in een grote serie maatschappelijke organisaties. In 1911 ging hij in de politiek, en werd voor de Liberale Unie gekozen in de gemeenteraad van Leiden. In 1913 nam hij voor die partij ook plaats in de Tweede Kamer. Hij was deel van de linkervleugel van de partij, wat blijkt uit zijn steun voor het algemeen kiesrecht - inclusief het vrouwenkiesrecht.

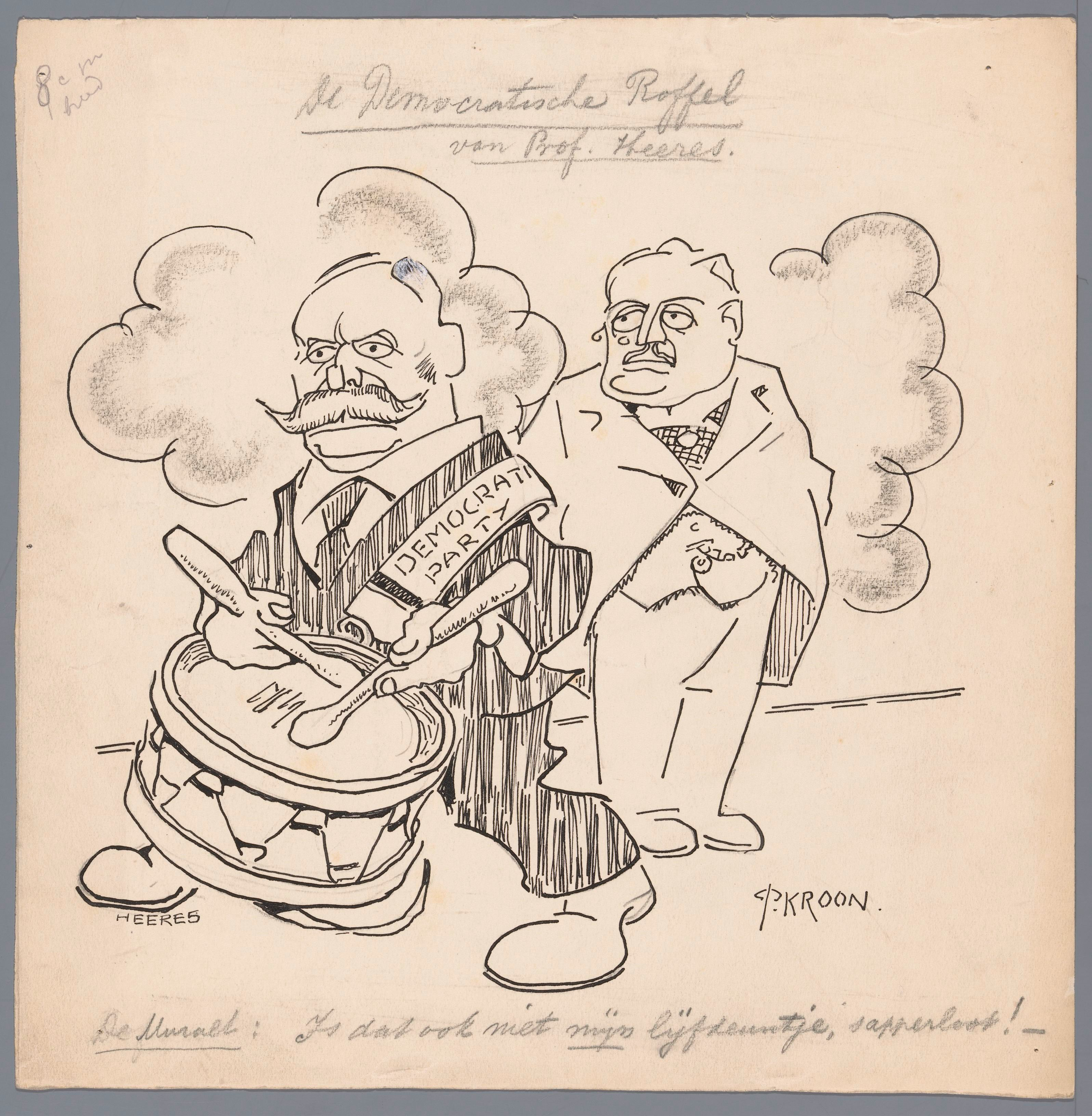
Spotprent bij de oprichting van de Democratische Partij (1921)

In 1917 werd hij partijvoorzitter, maar door het grote verlies van de liberalen in de eerste verkiezingen onder algemeen (mannen)kiesrecht in 1918 keerde hij niet terug in de Tweede Kamer. Als voorzitter trachtte hij tot een fusie met de Vrijzinnig-Democratische Bond te komen, wat echter mislukte - de VDB zag liever een opsplitsing van de Liberale Unie in een progressief en een conservatief deel, waarbij alleen het progressieve deel met de VDB zou samengaan. Toen de Liberale Unie in plaats daarvan in 1921 samenging met de Bond van Vrije Liberalen en de Economische Bond, verliet hij de partij, en richtte de Democratische Partij op.
De Democratische Partij was geruime tijd actief, met Heeres als belangrijkste gangmaker. De partij was fel gekant tegen de 'antithese' tussen christelijke en seculiere partijen, en stond ontwapening en een volledige gelijkheid tussen vrouwen en mannen voor. Op basis van dat laatste punt kon Heeres, 'de meest feministische man van Nederland' in 1924 tot een fusie van zijn partij met de ANVO bewerkstelligen. Pogingen om een vertegenwoordiging in de Tweede Kamer te krijgen mislukten steeds. Wel was de partij vertegenwoordigd in een aantal gemeenteraden en twee provincies.
Na 1925 werd Heeres' gezondheid snel slechter, tot hij in februari 1932 aan een longontsteking overleed. De Democratische Partij bleef verweesd achter. Wel werden er nog pogingen ondernomen de partij onder andere namen te doen heropleven, maar ook deze waren niet succesvol.

## Publicaties
Een selectie van publicaties van Heeres:
- De wijzigingen in den regeeringsvorm van Stad en Lande in de jaren 1748 en 1749 (proefschrift, 1885)
- Abel Janszoon Tasman's journal of his discovery of Van Diemensland and New Zealand in 1642 (1898)
- Het aandeel der Nederlanders in de ontdekking van Australië (1899)
- Corpus diplomaticum Neerlando-Indicum (deel 1 - 1907, deel 2 - 1931)
- "Duitschers en Nederlanders op de zeewegen naar Oost-Indië vóór 1592/5". In: Koninklijk Instituut voor de Taal-, Land- en Volkenkunde van Nederlandsch-Indië, 's Gravenhage. Gedenkschrift uitgegeven ter gelegenheid van het 75-jarig bestaan op 4 Juni 1926